# Прествік
Пре́ствік (англ. Prestwick, шотл. гел. Preastabhaig) — місто в центрі Шотландії, в області Південний Ейршир.
Населення міста становить 14 680 осіб (2006).